# Raf Reyntjens
Raf Reyntjens, né en 1975, est un réalisateur, scénariste et producteur belge, qui a réalisé principalement des courts-métrages et des vidéo-clips, notamment pour Stromae.

## Filmographie partielle

### Au cinéma
- 1999 : About Love (court-métrage)
- 2004 : A Message from Outer Space (court-métrage)
- 2007 : The Police Chief's Son (court-métrage)
- 2008 : Tunnelrat (court-métrage)
- 2011 : Stromae: Peace or Violence (vidéo)
- 2013 : Papaoutai (vidéo-clip)
- 2015 : Paradise Trips (nl)